# Monumento de los españoles
El Monumento a La Carta Magna y las Cuatro Regiones Argentinas se encuentra situado en la ciudad de Buenos Aires, en la intersección de la Avenida del Libertador con la avenida General Sarmiento. Es conocido popularmente como Monumento de los españoles pues fue donado por la colectividad española en 1910 con motivo del centenario de la Revolución de Mayo. Es por lo tanto erróneo llamarlo, como muchas veces ocurre, "a los españoles".
El autor original de la obra fue el español Agustín Querol. Aunque la piedra de inauguración fue colocada en 1910, diversos inconvenientes retrasaron la finalización de la obra, que finalmente fue inaugurada en 1927.

## Historia
Fue donado por los «hijos de España residentes en la Argentina» y financiado por suscripción popular.
La piedra fundamental del monumento fue colocada en 1910, durante el gobierno de José Figueroa Alcorta quien formó parte de dicho acto junto a la Infanta Isabel de Borbón, tía de Alfonso XIII, rey de España. 
Sin embargo, la construcción del monumento sufrió numerosas demoras. La primera fue debida a la muerte del escultor catalán Agustín Querol Subirats ocurrida en el año 1909, quien sólo llegó a realizar los bocetos. La dirección de la obra fue continuada por Cipriano Folgueras, pero este también murió en 1911, siendo Antonio Moliné quien completó el trabajo.
Otra demora se debió a una huelga de operarios italianos en las canteras de Carrara. Y otra se debió a una tormenta, el 20 de septiembre de 1914, cuando parte la obra ya estaba colocada en Buenos Aires, le amputó el brazo izquierdo a la dama de mármol y hubo que reinsertárselo.
La siguiente demora tuvo lugar el 6 de marzo de 1916, cuando el transatlántico Príncipe de Asturias, proveniente de Barcelona, se hundió cerca de San Pablo tras chocar contra una formación rocosa. Además de las más de 450 muertes que tuvieron lugar en dicho accidente, se perdió también un cuantioso cargamento de esculturas de mármol y bronce destinadas al monumento, que desde 1914 ya se encontraba emplazado.
En 1917 se solicitaron a España reposiciones de los materiales perdidos. Estos fueron enviados dos años después, y una vez llegadas fueron retenidas por la Aduana, ocasionando un desorden burocrático.

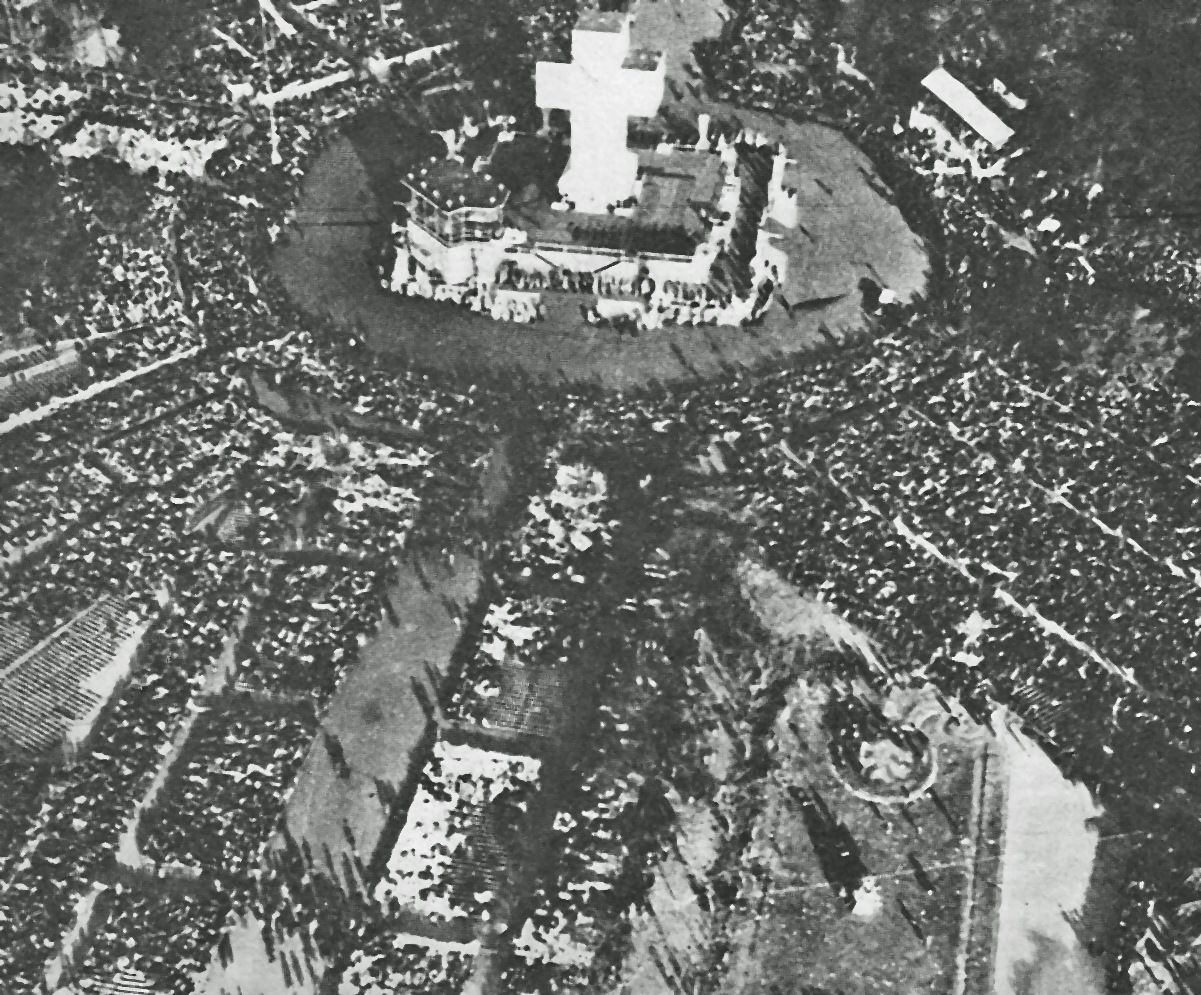
Congreso Eucarístico celebrado en 1934. La cruz recubría al monumento.

La inauguración, ya en 1926, se retrasó una vez más pues la vereda circundante no estaba lista, como tampoco el sistema de luces. Por fin pudo realizarse el 13 de marzo de 1927. Contó con la presencia del duque de Amalfi, quien en nombre del rey Alfonso XIII hizo la simbólica entrega del mismo al presidente Marcelo T. de Alvear.
En 1934 se celebró en su entorno el cierre del Congreso Eucarístico Internacional. Para ello se cubrió al monumento con una cruz de 35 m de altura. Después de la misa, y ante el más de un millón de personas que concurrieron al acto, se escuchó por los altoparlantes y gracias a una transmisión radial desde la Ciudad del Vaticano al Papa Pío XI bendiciendo a los presentes.
En 1991 se logró rescatar del fondo del mar una ninfa de dos metros de alto, pero la Legislatura de la Ciudad de Buenos Aires no ha resuelto su aceptación.
El 27 de octubre de 2011 comenzó a ser iluminado con 17 reflectores de LED que permiten combinaciones de 16,7 millones de colores, controladas por un software especial. A la ceremonia de inauguración asistieron el jefe de Gobierno de la Ciudad de Buenos Aires, Mauricio Macri, el embajador de España en la Argentina, Rafael Estrella, y el ministro de Espacio Público, Diego Santilli.
Finalmente entre mayo y julio de 2019 el monumento fue sometido a una restauración. Los trabajos de puesta en valor continuaron en 2022 en su base, sufragados con patrocinio privado, pero desafortunadamente hacia mayo de 2023, diversas esculturas fueron mutiladas por ladrones de bronce.

## Descripción

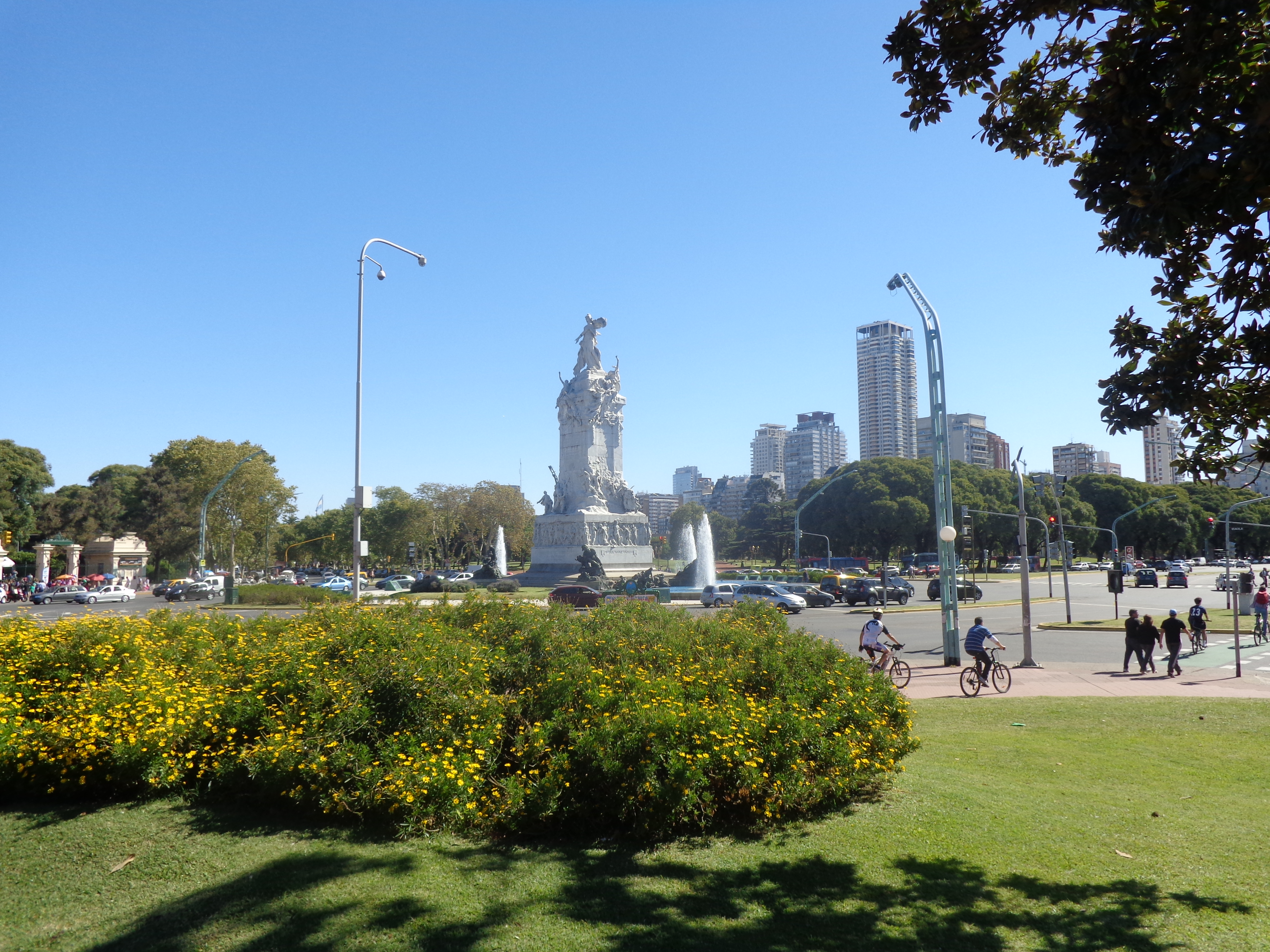
Intersección de la Avenida del Libertador con la Avenida General Sarmiento.

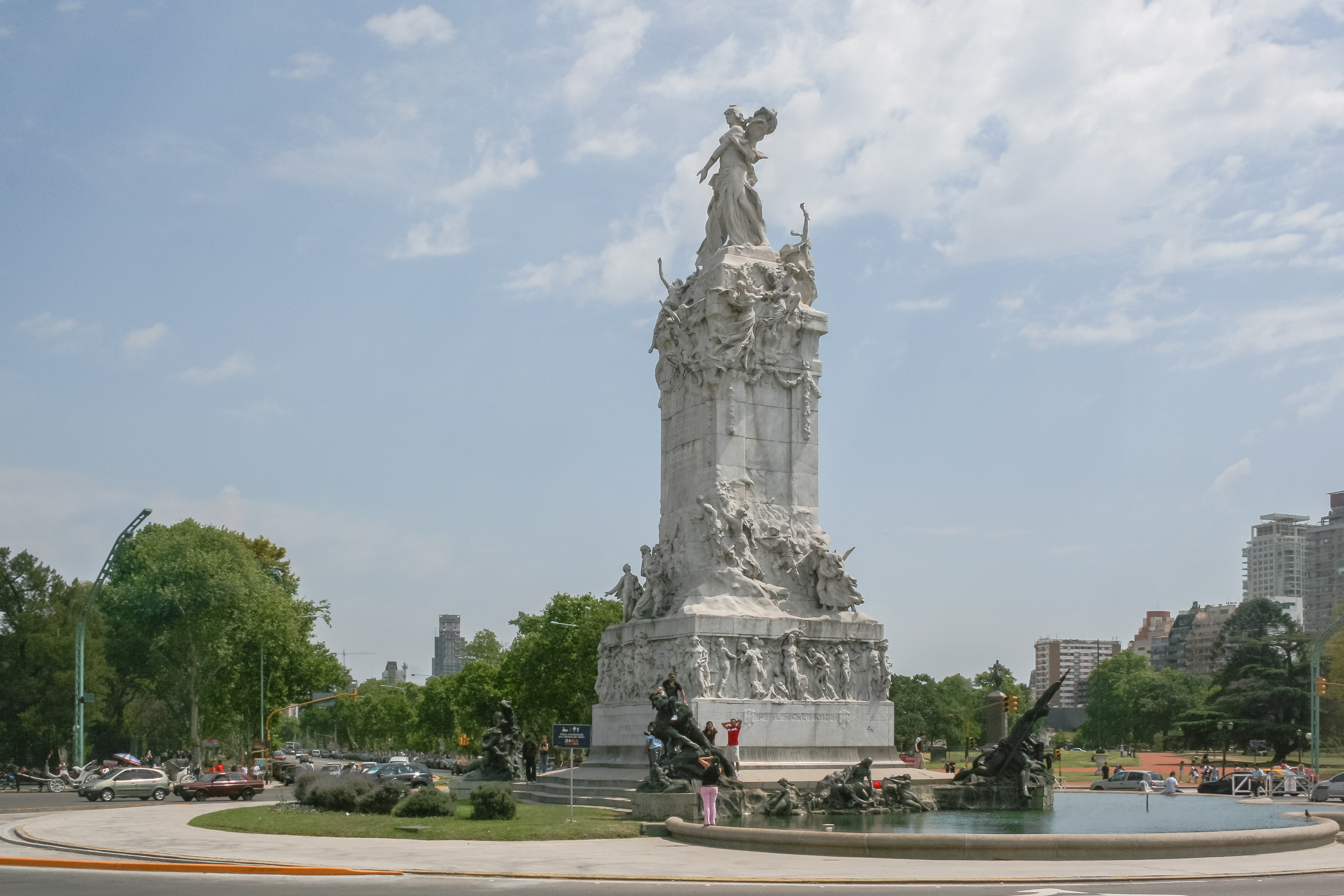
Monumento y fuente adyacente.

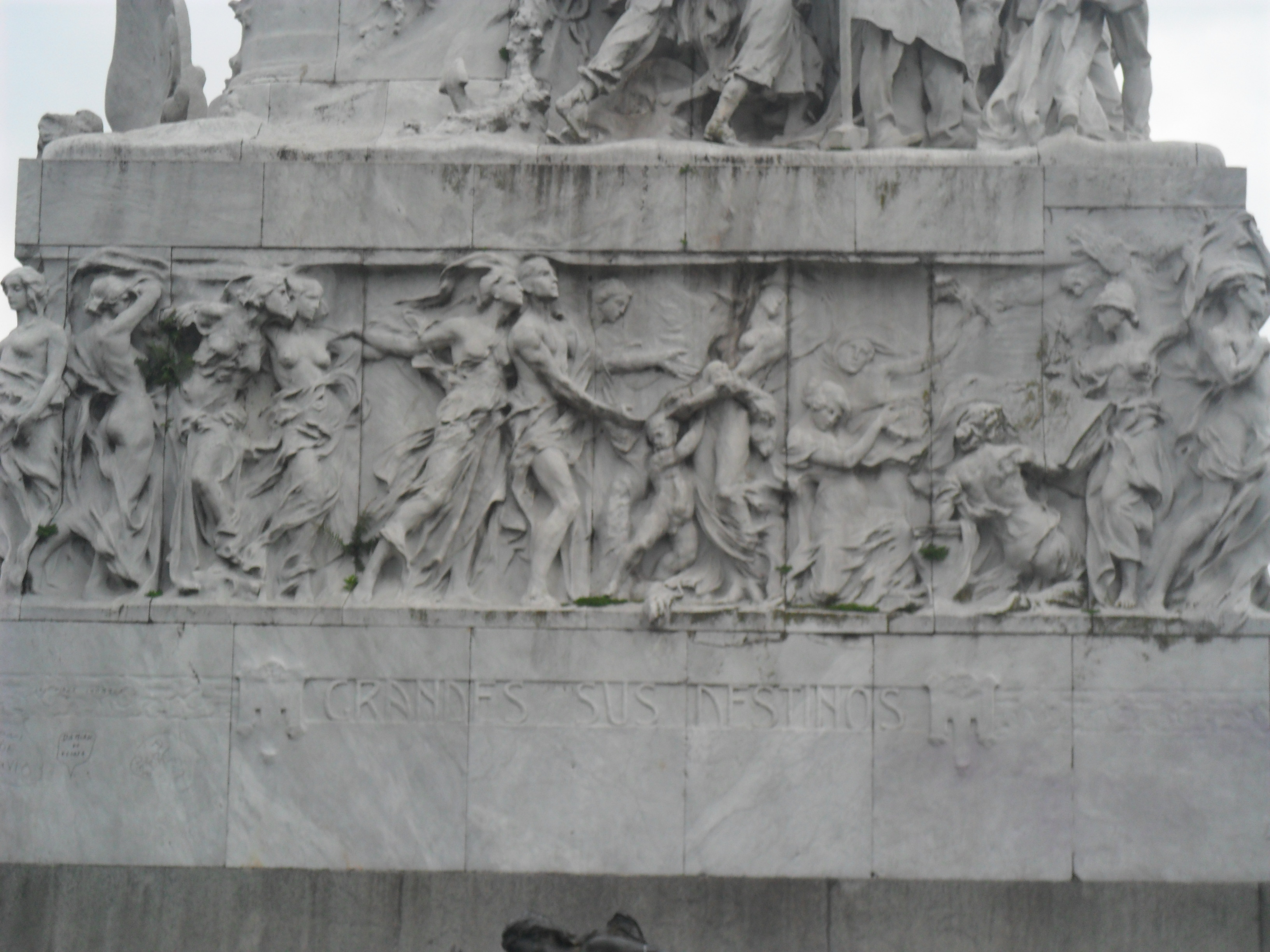
«Grandes sus destinos».

En la cima del monumento hay una estatua de la República, rodeada de alegorías:  La Paz, La Justicia, La Agricultura, etc. En el friso se representan altorrelieves que simbolizan la unión de España y América. El basamento se levanta sobre el medio de una piscina, que se conforma de alegorías:  al Trabajo (en mármol y al pie del monumento) y a las cuatro regiones argentinas Los Andes, El Río de la Plata, La Pampa y El Chaco (realizadas en bronce sobre cada uno de los vértices de la base y que reemplazan a las originales perdidas en el naufragio frente a la costa brasileña).
En el frente sureste tiene grabado un párrafo del Preámbulo de la Constitución Nacional Argentina:

Y asegurar los beneficios de la libertad para nosotros, para nuestra posteridad y para todos los hombres del mundo que quieran habitar en el suelo argentino.

Y más abajo:

A LA NACIÓN ARGENTINA EN SU PRIMER CENTENARIO / POR ESPAÑA SUS HIJOS / 25 DE MAYO DE 1910

Hacia el noroeste la inscripción 

Uno mismo, el idioma

Hacia el noreste: 

De una misma estirpe

y hacia el suroeste 

Grandes sus destinos

## Las cuatro regiones

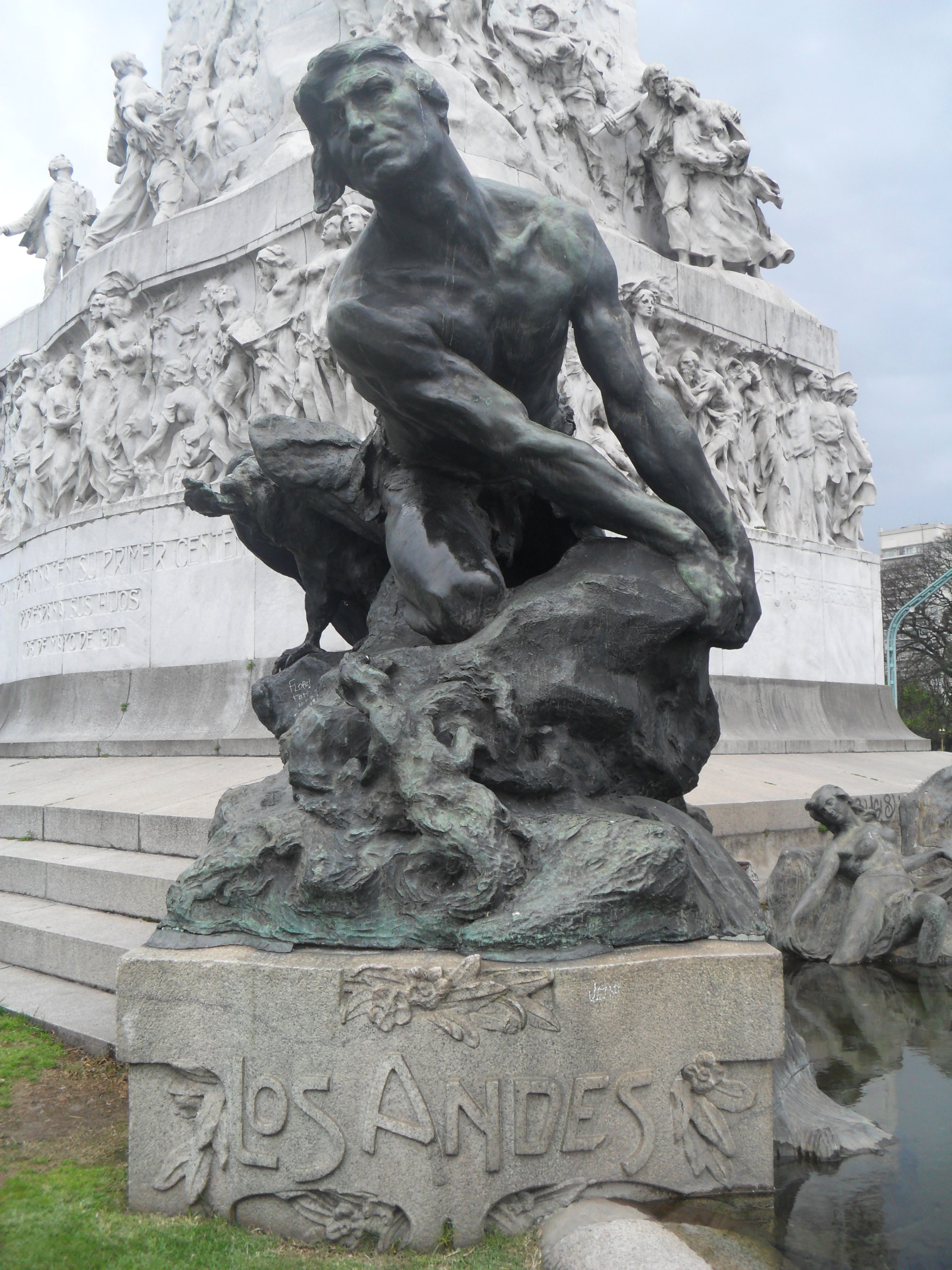
Los Andes.
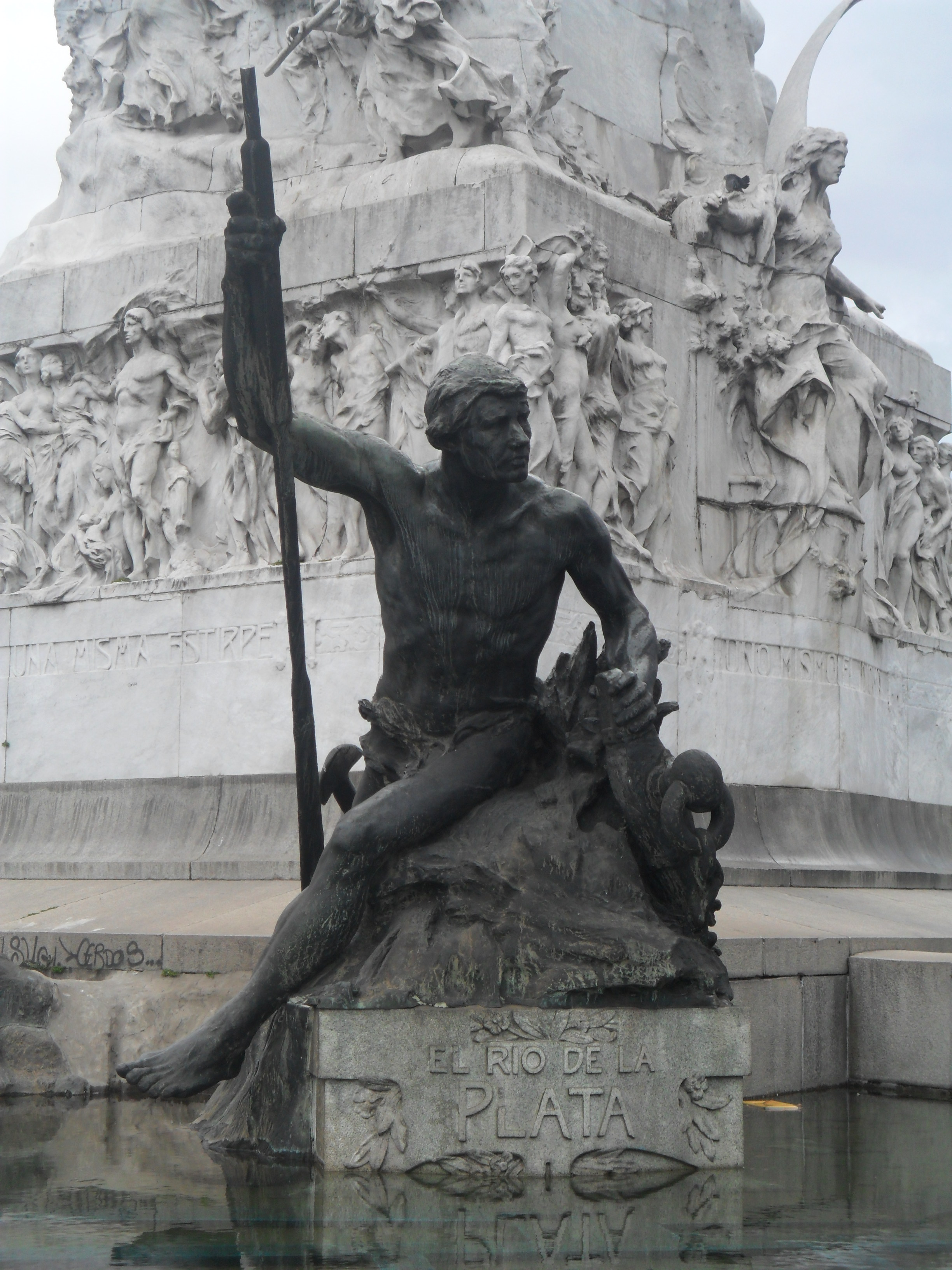
El Río de la Plata.
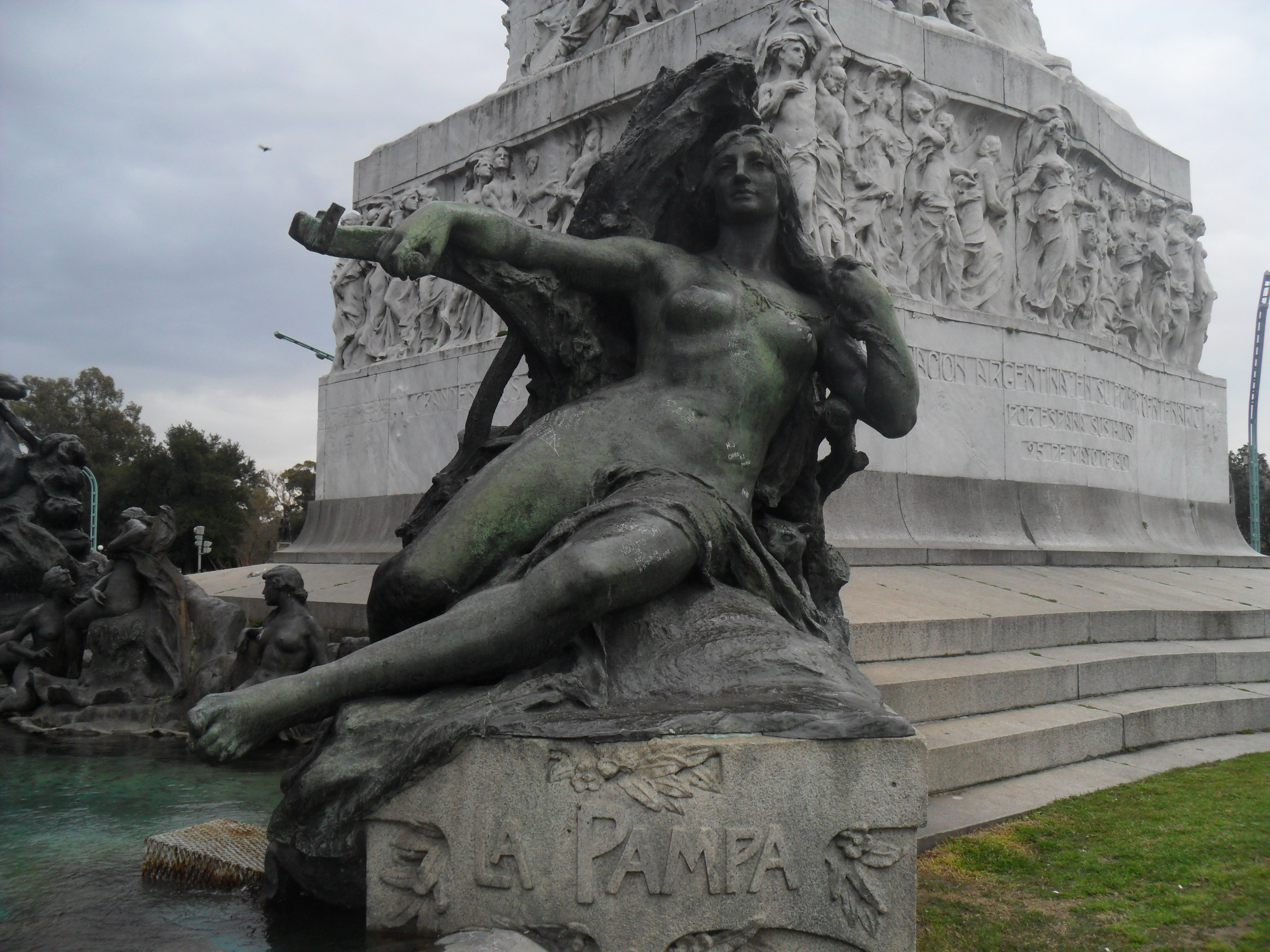
La Pampa.
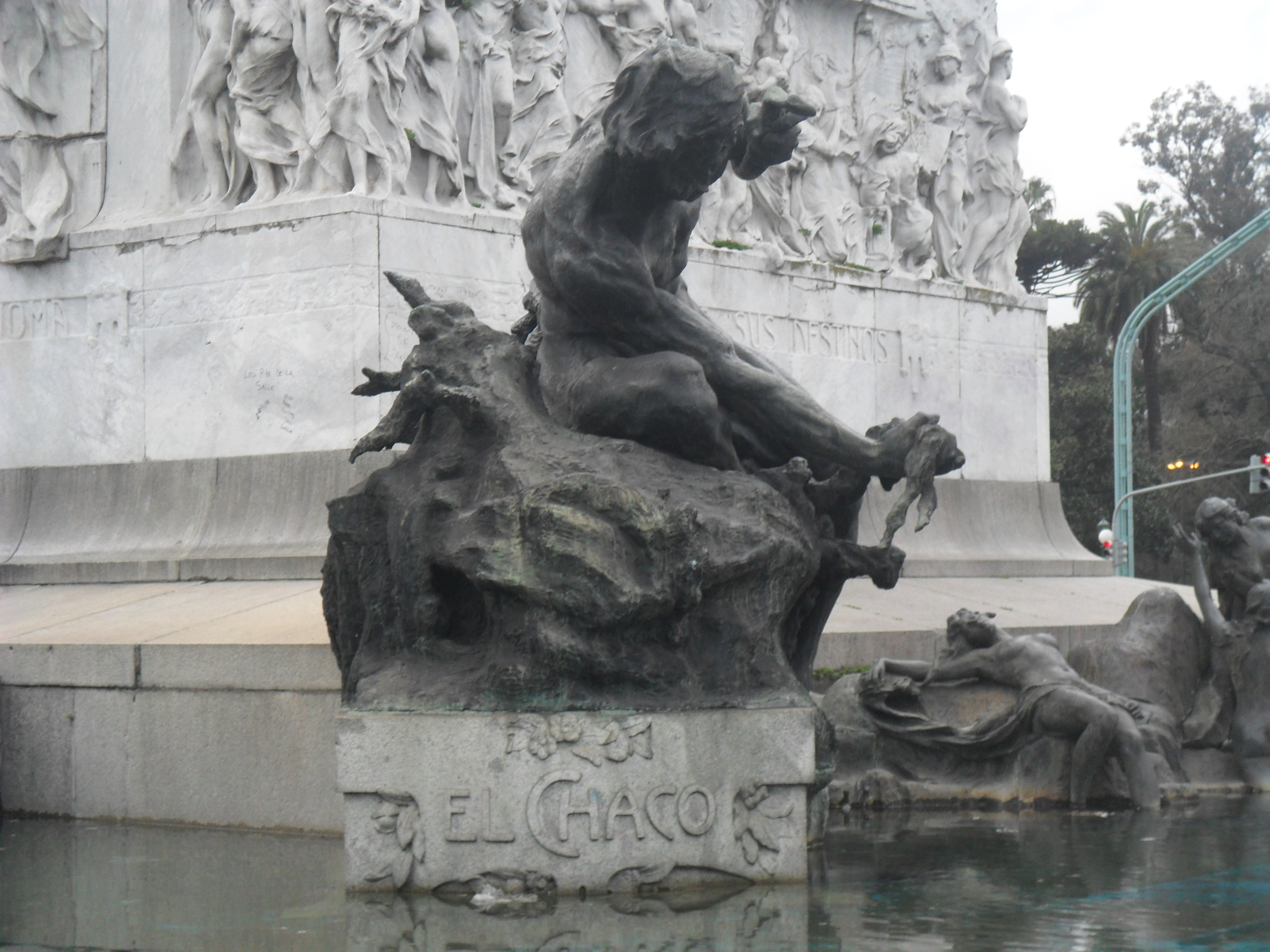
El Chaco.